# Hydrocotyle mannii
Hydrocotyle mannii là một loài thực vật có hoa trong Họ Cuồng. Loài này được Hook.f. mô tả khoa học đầu tiên năm 1864.